# Kanton Le Horps
Kanton Le Horps (fr. Canton du Horps) je francouzský kanton v departementu Mayenne v regionu Pays de la Loire. Tvoří ho osm obcí.

## Obce kantonu
- Champéon
- La Chapelle-au-Riboul
- Charchigné
- Le Ham
- Hardanges
- Le Horps
- Montreuil-Poulay
- Le Ribay